# Max Aitken
Pour les articles homonymes, voir Aitken.
William Maxwell "Max" Aitken (né le 25 mai 1879 et mort le 9 juin 1964), 1er baron Beaverbrook, est un homme politique et homme d'affaires canadien - britannique.

## Début de carrière au Canada
Né à Maple (en) en Ontario (Canada), sa famille déménage tôt à Newcastle au Nouveau-Brunswick, où, à l'âge de 13 ans, il fonde son premier journal quotidien. Il suit brièvement des cours à l'Université du Nouveau-Brunswick. Aitken travaille comme garçon de bureau dans le cabinet de Richard Bedford Bennett, à Chatham. Bennett devient par la suite premier ministre du Canada et un partenaire en affaires.
Jeune homme, il est employé dans la Royal Securities Corporation (en) à Halifax par John Fitzwilliam Stairs (en), membre d'une famille influente dans les affaires locales. Sous le chaperonnage de Stairs, qui deviendra son mentor et un ami à vie, Aitken est à l'origine de nombreux et importants contrats d'affaires. Le 29 janvier 1906, il épouse Gladys Henderson Drury, fille du major général Charles Drury. Ils ont eu trois enfants avant le décès de celle-ci, en 1927 :
- Janet Gladys Aitken (1908-1988) ;
- John William Maxwell Aitken (1910-1985) ;
- Peter Rudyard Aitken (1912-1947).

## L'Angleterre
Aitken déménage à Londres en 1910, où il est élu député conservateur en décembre de la même année.  Il fait l'acquisition de la société automobile Rolls-Royce, qu'il revend ensuite. Il commence à bâtir de ce qui allait devenir un empire de la presse londonienne. Il travaille souvent avec Andrew Bonar Law, un autre natif du Nouveau-Brunswick, et seul Canadien à devenir premier ministre du Royaume-Uni. En 1911, il est fait chevalier par le roi George V. Pendant la Première Guerre mondiale, le gouvernement canadien lui confie la tâche de créer le Canadian War Records Office à Londres. Aitken ne ménage pas sa peine pour exposer dans la presse l'engagement du Canada dans l'effort de guerre. Ses visites sur le front Ouest sont à l'origine de son livre de 1916 Canada in Flanders, une chronique en trois volumes des hauts faits des soldats canadiens sur les champs de bataille. Après la guerre, il écrit plusieurs autres livres, dont Politicians and the Press en 1925 et Politicians and the War en 1928.
Aux plusieurs titres de la presse qu'il possédait (dont le London Evening Standard), il ajoute en 1916 une participation dans le Daily Express. Il souhaite que cette transaction reste secrète du fait de sa coïncidence avec la crise parlementaire qui voit Lloyd George succéder à Asquith et dans laquelle Bonar, un allié de Beaverbrook joue un rôle important. Le biographe et ami de Beaverbrook, A. J. P. Taylor, assure qu'il ne s'agissait que d'une coïncidence.
En 1918, il prend le ministère de l'information britannique, créé en mars, dans le gouvernement de Lloyd George, constitué d'une alliance entre le Parti conservateur et une partie du parti libéral, qui subit alors une scission.

## «Le premier baron de Fleet Street»
D'un journal terne, il fait un titre spirituel, faisant la part belle à la photographie. En 1918, il fonde le Sunday Express. Le succès se confirme et, après la Seconde Guerre mondiale, le Daily Express est de très loin le journal le plus vendu dans le monde, avec un tirage de 3 706 000 exemplaires. Pour les historiens, il est le « premier baron de Fleet Street » (la rue de la presse) et l'un des hommes les plus puissants de Grande-Bretagne, capable de faire et défaire une carrière.

## Seconde Guerre mondiale
Ami de Winston Churchill, pendant la Seconde Guerre mondiale, il est membre du gouvernement britannique, comme « ministre de la production d'aéronefs » (Minister of Aircraft Production), de 1940 à 1941, puis « ministre du ravitaillement » (Minister of Supply), de 1941 à 1942. Comme ministre de la production d'aéronefs, il accroît de 15% la production au-delà des prévisions. Pour cela, il réquisitionne  des usines de réparations, spécialise les entreprises en producteurs, réparateurs, assembleurs, change la direction des unités de production pas assez performantes, obtient la libération et le mobilisation à son profit des ingénieurs juifs allemands internés comme sujets ennemis. Churchill qualifie son intervention de "magique". Nommé en 1942 ministre du ravitaillement, puis de la production de guerre, il entre en conflit avec Ernest Bevin et Churchill doit l'écarter pour le nommer Lord du Sceau privé.

## Le bienfaiteur
Après la guerre, Lord Beaverbrook devient recteur de l'Université du Nouveau-Brunswick, ainsi que le plus généreux bienfaiteur de l'université, de la ville de Fredericton et de la province entière. Il finance des extensions de l'université, des bourses pour les  étudiants, la Galerie d'art Beaverbrook et de nombreux autres projets. En 1957, une statue en bronze, financée par une collecte, est érigée à Fredericton. Un buste figure également dans un jardin public à Newcastle.
Beaverbrook est admiré et méprisé en Angleterre, parfois par les mêmes personnes. Le dessinateur David Low, dans sa propre autobiographie, cite H. G. Wells, disant à propos de Beaverbrook :

« Si jamais Max va au paradis, il ne restera pas longtemps : il se fera flanquer à la porte pour avoir tenté de forcer une fusion entre le paradis et l'enfer, après avoir pris une participation majoritaire dans chacune de leurs filiales, bien sûr. »

En Angleterre, il vit à Cherkley Court, près de Leatherhead, dans le Surrey. Beaverbrook reste veuf de nombreuses années, jusqu'en 1963 avec son mariage avec Marcia Anastasia Christoforides (1910-1994), la veuve de son ami Sir James Dunn. Lord Beaverbrook meurt dans le Surrey en 1964. La Beaverbrook Foundation poursuit une action philanthropique.

## Distinction
- Max Aitken, lord Beaverbrook, est membre élu du Temple de la renommée des hommes d'affaires canadiens.

## Patrimoine
Lord Beaverbrook et son épouse Lady Beaverbrook ont laissé un patrimoine considérable dans la province du Nouveau-Brunswick et au Royaume-Uni. On peut noter en particulier les bâtiments suivants :
- Université du Nouveau-Brunswick
  - Aitken House
  - Aitken University Centre
  - Lady Beaverbrook Gymnasium
  - Lady Beaverbrook Residence
  - Beaverbrook House (UNBSJ E-Commerce Centre)
- Ville de Fredericton, Nouveau-Brunswick
  - Lady Beaverbrook Arena
  - La Galerie d'art Beaverbrook, dont les collections sont de renommée mondiale
  - The Fredericton Playhouse
  - Lord Beaverbrook Hotel
- Ville de Miramichi, Nouveau-Brunswick
  - Lord Beaverbrook Arena (LBA)
- Ville de Campbellton, Nouveau-Brunswick
  - Lord Beaverbrook School
- Ville de Saint John, Nouveau-Brunswick
  - Lord Beaverbrook Rink
- Ville de Calgary, Alberta
  - Lord Beaverbrook High School

## Œuvres
- Canada in Flanders (1916)
- Politicians and the Press (1925)
- Politicians and the War Vol 1 (1928)
- Politicians and the War Vol 2 (1932)
- Men and Power (1956)
- Friends: Sixty years of Intimate personal relations with Richard Bedford Bennett (1959)
- Courage (1961)
- The decline and fall of Lloyd George (1962)
- The divine propagandist (1962)
- My Early Life (1962)
- Success (1962)
- The Abdication of Edward VIII (1966)

## Traductions
1. ↑  (en) Tim Cook, « Documenting War and Forging Reputations: Sir Max Aitken and the Canadian War Records Office in the First World War  », War in History, vol. 10, no 3,‎ juillet 2003, p. 272
2. ↑  (en) Tim Cook, « Documenting War and Forging Reputations: Sir Max Aitken and the Canadian War Records Office in the First World War  », War in History, vol. 10, no 3,‎ juillet 2003, p. 275
3. ↑  « If ever Max ever gets to Heaven, he won't last long. He will be chucked out for trying to pull off a merger between Heaven and Hell after having secured a controlling interest in key subsidiary companies in both places, of course. »